# Carex amicta
Espèce
Classification phylogénétique
Carex amicta est une espèce de plantes du genre Carex et de la famille des Cyperaceae.